# Série internationale de la NFL
Pour les articles homonymes, voir Series.
La série internationale de la NFL (en anglais : NFL International Series) est une série de matchs de saison régulière de la National Football League organisés chaque année en dehors du territoire américain.
De 2007 à 2015, ces rencontres étaient uniquement disputées au Royaume-Uni dans le stade de Wembley à Londres. En 2016, l'événement sportif est étendu d'une part au Mexique plus précisément au stade Azteca de Mexico et d'autre part au stade de Twickenham dans la banlieue de Londres. Dès 2019, des rencontres seront aussi organisées au Tottenham Hotspur Stadium toujours à Londres. De premières rencontres sont disputées en Allemagne à partir de 2022, suivies par une ouverture de la série internationale à de nouveaux marchés sur plusieurs continents, au Brésil, en Espagne, en Irlande et en Australie.
Depuis 2016, ces rencontres sont également désignées d'après leur ville d'accueil, entre autres en tant que NFL London Games pour les matchs de NFL organisés à Londres.

## Contexte

### Origines
Jusqu'en 2005, la principale stratégie de promotion à l'international de la NFL s'appuyait sur l'American Bowl (en), série de matchs de pré-saison disputés autour du globe, ainsi que sur la NFL Europa, transcription européenne de la ligue américaine. Le dernier American Bowl se déroule en 2005 alors que la NFL Europa est abandonnée en 2007.
Le 2 octobre 2005, la ligue organise une confrontation entre les Cardinals de l'Arizona et les 49ers de San Francisco au stade Azteca de Mexico. Plus connu sous le nom de Fútbol Americano (en), cet événement est le premier match de saison régulière de NFL se tenant à l'extérieur des États-Unis. Avec 103 467 spectateurs, ce match bat le record de l'époque d'affluence pour un match de NFL.

### Évolutions
Le 11 octobre 2011, les propriétaires de franchises accordent la tenue de la série internationale jusqu'à la saison 2016. Il est également acté qu'une équipe « visiteur » ne pourrait être à l'affiche qu'une fois tous les cinq ans. Cette seconde règle semble pourtant être détournée, les Lions de Détroit participant à un match de la série en 2014 puis en 2015 sans sacrifier de match à domicile.
En octobre 2014 est validée la règle stipulant qu'une équipe voulant accueillir le Super Bowl doit concéder exporter un « match à domicile » à Londres dans le cadre de la série internationale, dans une période de cinq saisons.
Un nouveau critère est appliqué à partir de l'édition 2018 : toute franchise évoluant à domicile dans un stade à titre temporaire est sélectionnée pour disputer une rencontre « à domicile » dans le cadre des matchs internationaux.

## Éditions

### 2007 à 2015: matchs à Londres

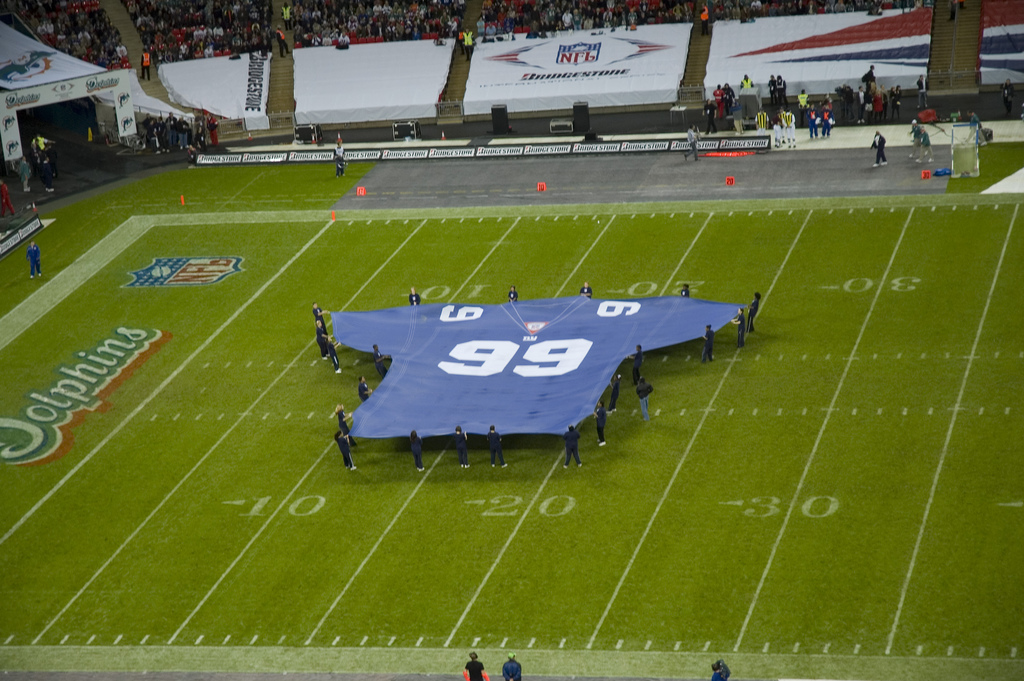
Cérémonie d'ouverture à Wembley avant le match de 2010 entre les Giants et les Dolphins.

Pour la première édition de la série internationale, les Dolphins de Miami accueillent les Giants de New York au stade de Wembley de Londres le 28 octobre 2007. Les visiteurs remportent ce premier match sur le score de 13-10. Les 40 000 premières places se sont arrachées lors des 90 premières minutes de vente.

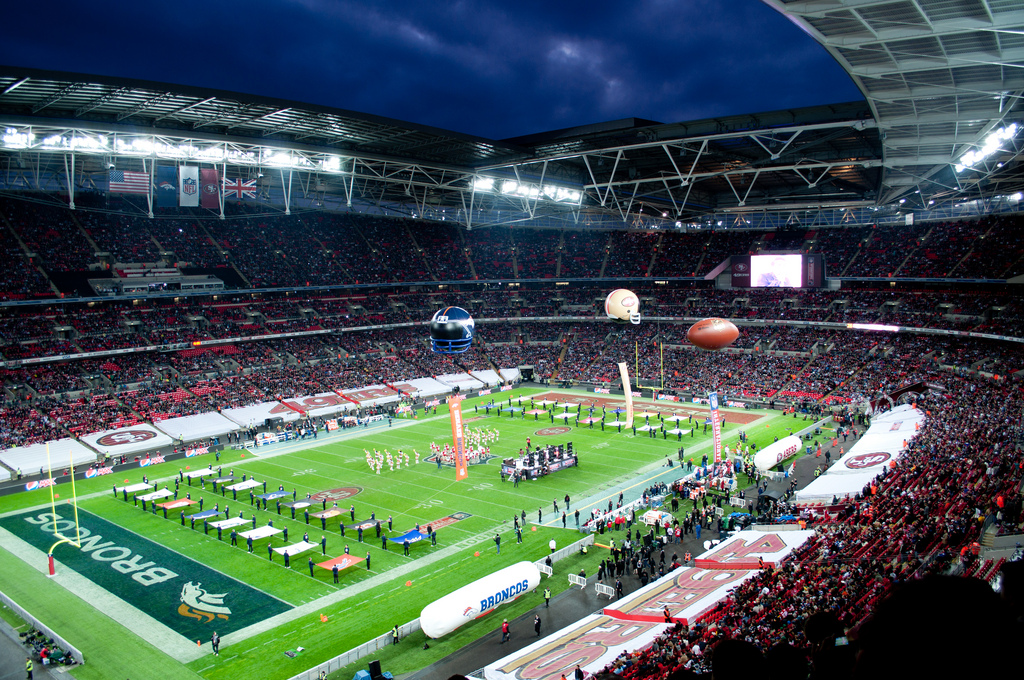
Cérémonie d'ouverture à Wembley avant le match de 2010 entre les Broncos et les 49ers.

Le 20 janvier 2012, le commissaire de la NFL Roger Goodell annonce que durant trois saisons, à compter de 2012, les Rams de Saint-Louis joueront un de leurs huit matchs à domicile au stade de Wembley dans le cadre de la série internationale. Cependant, la franchise annonce le 13 août 2012 qu'ils ne participeront pas aux rencontres londoniennes de 2013 et 2014. Goodell avait déjà envisagé de proposer régulièrement la venue d'une franchise pour familiariser le public autour d'une équipe pour ainsi développer plus rapidement la notoriété de la NFL, et éventuellement préparer la création d'une franchise permanente sur le territoire britannique.
Le 21 août 2012, les Jaguars de Jacksonville font part de la signature d'un accord similaire à celui passé par les Rams l'année précédente, portant sur quatre saisons de 2013 à 2016. En parallèle, les instances de la NFL confirment qu'elles envisagent d'organiser cette année deux matchs pour la série internationale. Le 11 octobre 2013, l'affiche complète est dévoilée: les Jaguars accueilleront les 49ers le 27 octobre 2013.
Le 14 octobre 2012, des rumeurs sont divulguées par ESPN, selon lesquelles les Vikings du Minnesota pourraient délocaliser un match à domicile à Londres, ce qui ferait de la série 2013 la première avec plusieurs matchs internationaux. L'information est confirmée par les Vikings peu après, et officiellement annoncée lors d'un meeting de la ligue à Chicago deux jours plus tard: les Vikings rencontreront les Steelers de Pittsburgh le 29 septembre 2013.

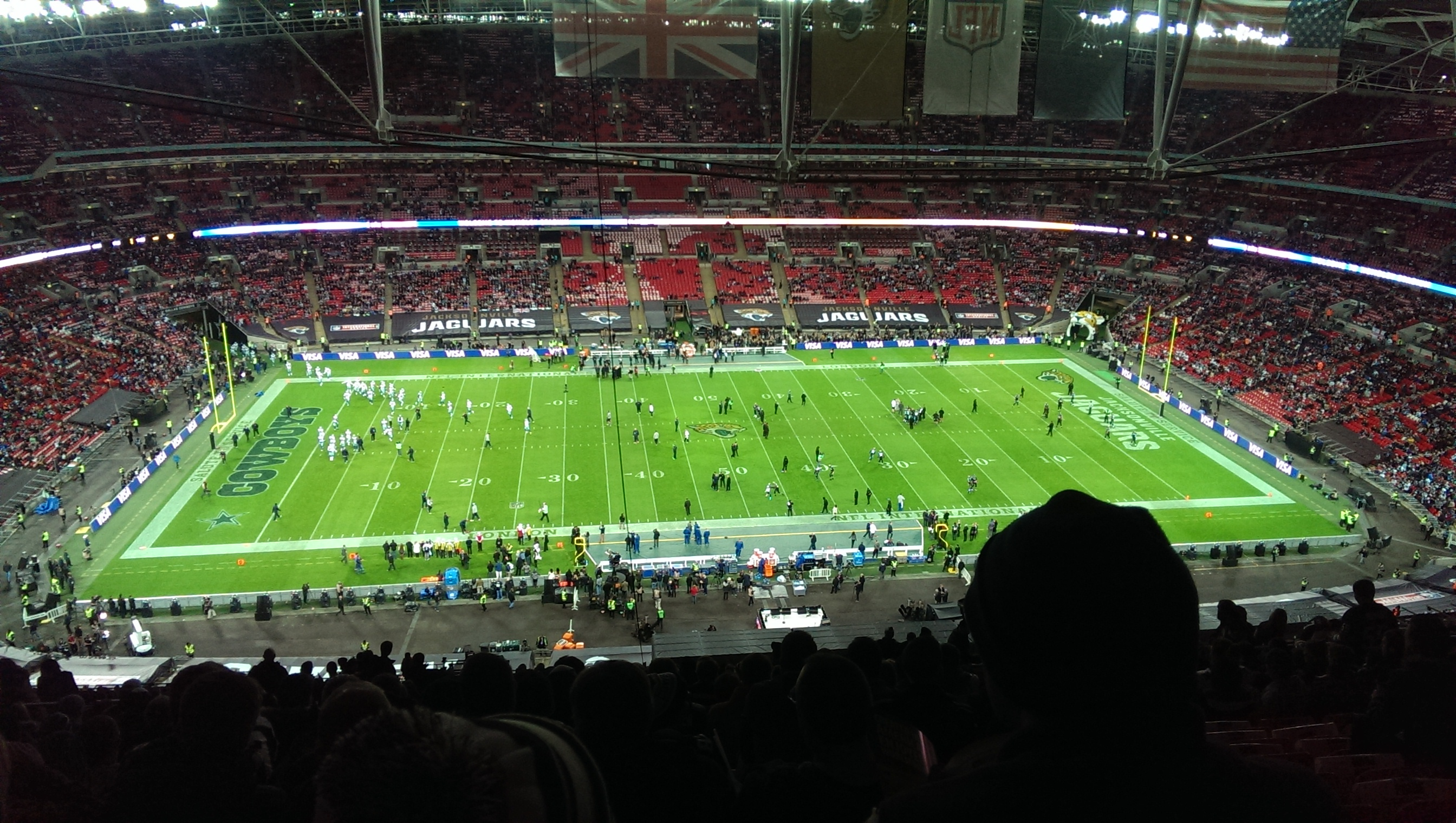
Match de 2014 entre les Cowboys et les Jaguars.

Le 8 octobre 2013, la NFL annonce trois matchs délocalisés au stade de Wembley pour la série internationale de 2014. En plus du match des Jaguars de Jacksonville déjà prévu, qui accueille les Cowboys de Dallas, sont ajoutés la réception des Lions de Détroit par les Falcons d'Atlanta, tandis que les Dolphins de Miami se déplaceront chez les Raiders d'Oakland.
Avant que les trois matchs de 2015 soient joués, la NFL signe un partenariat de dix ans avec le club de « soccer » londonien Tottenham Hotspur, comprenant au minimum deux matchs de la série internationale dans leur nouvelle enceinte, le Tottenham Hotspur Stadium, dont l'ouverture est alors prévue en 2018. Plusieurs nouveaux contrats sont alors officialisés. Dans un premier temps, celui mettant à disposition le stade de Wembley est prolongé jusqu'à 2020, avec un minimum de deux matchs joués par saison jusque-là. Les Jaguars de Jacksonville allongent en parallèle leur accord pour jouer l'un de leurs matchs dans ce dernier stade jusqu'en 2020. Le 3 novembre, un dernier communiqué dévoile le partenariat entre la NFL et la RFU, la Fédération anglaise de rugby à XV, qui permet à la ligue américaine d'organiser un minimum de trois maths sur une période de trois saisons à partir de 2016 dans le stade de l'équipe nationale anglaise de rugby à XV. L'ensemble de ces annonces assure la tenue de la série internationale dans trois différents stades jusqu'à la fin de la décennie.

### 2016-2022: première extension vers le Mexique
Le 5 février 2016, pendant une conférence de presse tenue à San Francisco avant le Super Bowl 50, le commissaire Roger Goodell annonce l'extension de la série internationale vers le Mexique : les Raiders d'Oakland « accueilleront » en effet les Texans de Houston au stade Azteca de Mexico. Ce match sera à la fois le premier match de la série joué hors du Royaume-Uni, mais également la première fois que le Monday Night Football sera diffusé depuis l'extérieur des frontières américaines. Il marque aussi le retour de la NFL au Mexique, après un match de saison régulière joué dans le même stade, dans le cadre de l'unique édition du Fútbol Americano (en).
Les instances de la NFL font part à la fin du mois de mars 2016 de plusieurs pistes de travail concernant la série internationale. Alors qu'elles se dérouleront dans deux pays différents cette prochaine saison, une extension vers l'Allemagne en 2017 et la Chine en 2018 est étudiée. Pendant une conférence de la ligue le 23 mars 2016, deux jours après les premières déclarations, cette dernière annonce travailler sur l'idée d'un match de saison régulière en Chine mettant en scène les Rams de Los Angeles en tant qu'« équipe à domicile ». Un accord prévoit en effet que la franchise participe à la série internationale pendant trois années, la première étant dédiée au stade londonien de Twickenham.
En 2017, la reconduction d'un match joué au stade Azteca de Mexico est confirmée le 1er février 2017. Avant le déroulement de la rencontre jouée à Mexico, la NFL et le Secrétariat du Tourisme du Mexique annonce que l'accord entre la ligue américaine et la ville de Mexico est reconduit jusqu'en 2021.
Une nouvelle règle entre dans les critères définissant les affiches des rencontres jouées à l'extérieur du territoire américain : toute équipe jouant ses matchs de saisons régulières dans un stade à titre temporaire sera sujette à organiser un de ses matchs à domicile dans le cadre de la série internationale. Les franchises impactées sont ainsi les Chargers de Los Angeles, les Raiders d'Oakland et les Rams de Los Angeles. Pour la saison 2018, le nombre de matchs est réduit de quatre à trois, joués cette fois-ci sur trois semaines consécutives. Néanmoins, l'inauguration du stade de Tottenham étant repoussée, l'organisation du match entre les Seahawks et les Raiders est confiée au stade de Wembley. Le match de Mexico est quant à lui rapatrié aux États-Unis, étant donné l'état non-satisfaisant de la pelouse du stade Azteca, endommagée par une saison pluvieuse intense combinée à un calendrier chargé d'événements disputés ; la décision est prise alors que l'équipe « à domicile », les Rams, est déjà installée au Mexique.

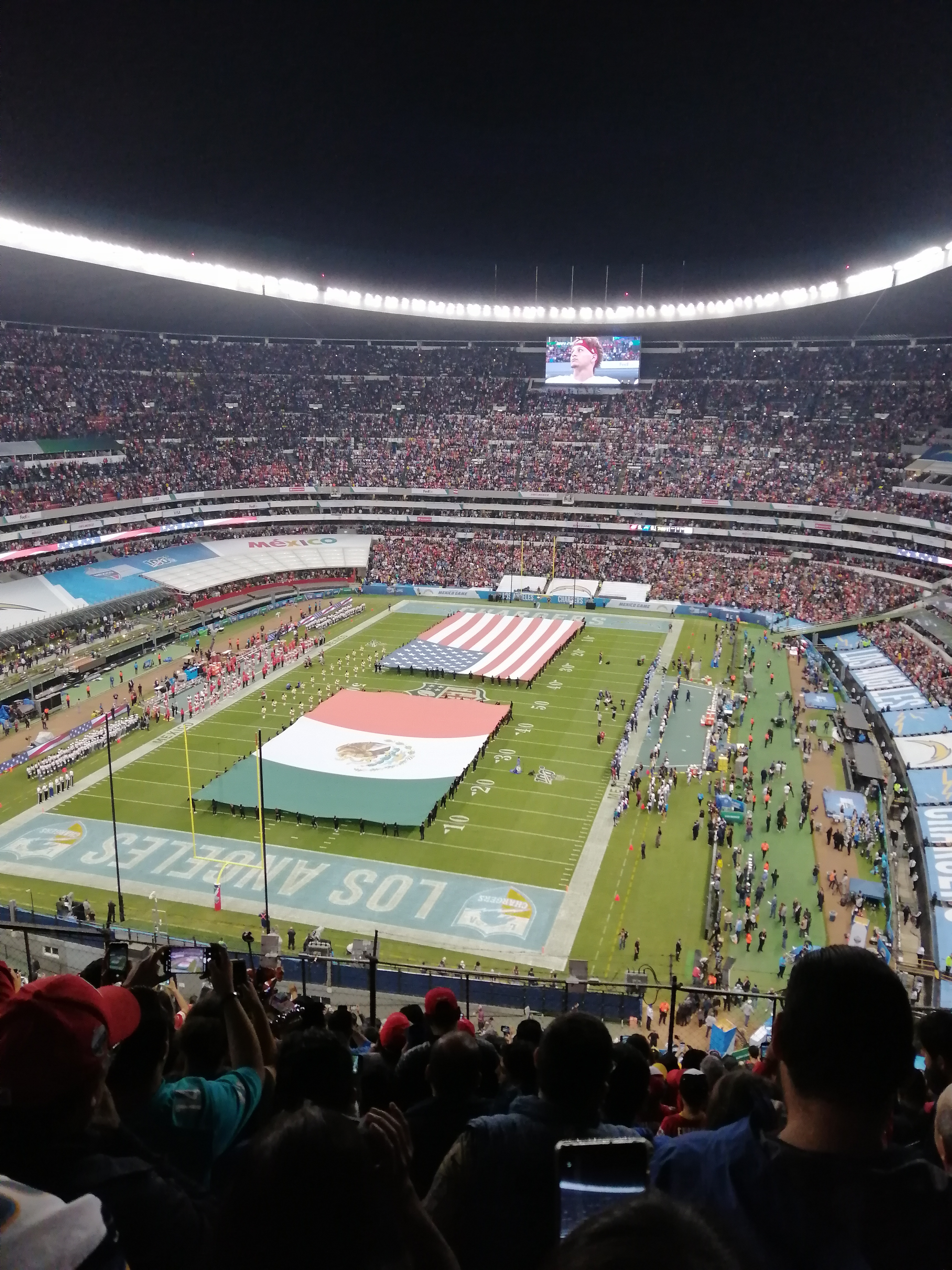
L'Estadio Azteca en 2019, lors de la rencontre opposant les Chiefs aux Chargers.

Le match délocalisé au Mexique est malgré tout reconduit la saison suivante ainsi que pour les deux saisons suivantes.
La ville brésilienne de São Paulo se porte candidate au mois de mars pour accueillir également un match de saison régulière délocalisé. Le maire Bruno Covas rencontre ainsi des responsables de la NFL afin de présenter trois de ses stades : l'Allianz Parque, l'Arena Corinthians et le stade du Pacaembu.
Le 4 mai 2020, à la suite de la pandémie de Covid-19, la NFL décide d'annuler les cinq matchs de série internationale initialement prévus pour la saison 2020, en accord avec les franchises, les gouverneurs, la NFLPA, les autorités médicales et les partenaires internationaux.
Après une saison sans rencontre jouée en dehors du territoire américain, la ligue planifie le retour de ces derniers pour la saison 2021, officialisé lors de l'annonce du calendrier complet. Deux matchs doivent ainsi être organisées au Royaume-Uni, au Tottenham Hotspur Stadium. Par ailleurs, avec l'extension actée deux mois plus tôt d'une saison régulière à 17 matchs, le choix des affiches doit être rythmé par une nouvelle règle assurant que chaque franchise dispute au moins une rencontre à l'étranger tous les huit ans. Les marchés visés sont le Canada, le Royaume-Uni, l'Allemagne, le Mexique et l'Amérique du Sud,. Concernant l'Allemagne, les villes de Düsseldorf, Francfort-sur-le-Main et Munich entrent en discussion avancées avec la ligue.

### Depuis 2022: nombreuses expansions vers de nouveaux pays

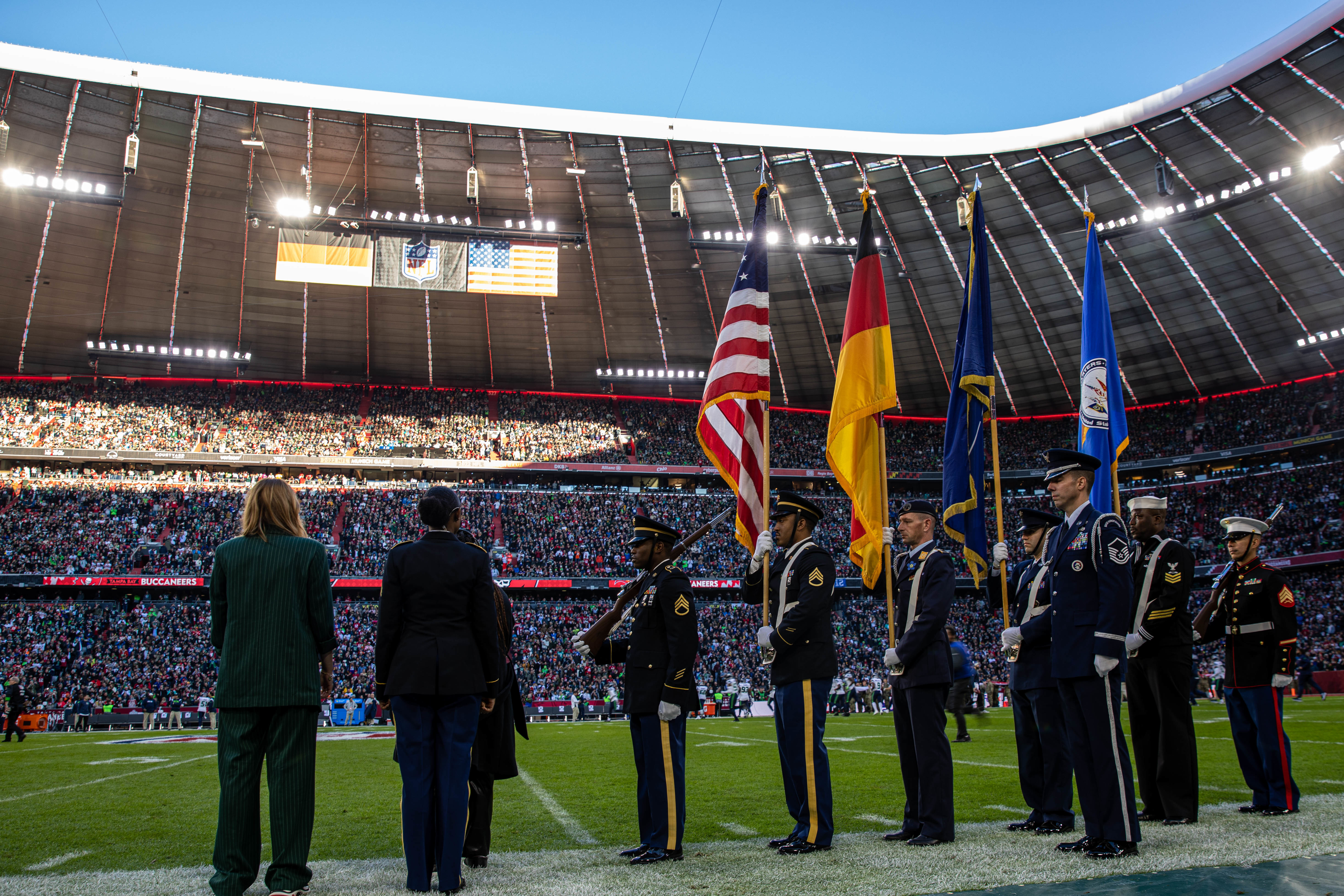
L'avant-match à Munich en 2022, dans le cadre de la première rencontre de NFL délocalisée en Allemagne.

Les instances de la NFL annoncent le 9 février 2022 le nombre et le lieu des rencontres devant se disputer à l'international pour la saison 2022. Outre deux matchs au stade de Tottenham et celui des Jaguars organisé à Wembley, la rencontre sur le sol mexicain fait son retour. Un nouvel accord prévoit quant à lui quatre matchs en Allemagne pour les quatre saisons à venir : celui de 2022 ainsi qu'une seconde à l'Allianz Arena de Munich, les deux autres au Deutsche Bank Park de Francfort-sur-le-Main. Avec la participation des Packers de Green Bay pour l'une de ces affiches, l'ensemble des franchises aura ainsi participé à au moins un des matchs internationaux de la NFL.
Le calendrier 2023 des rencontres internationales est annoncé le 19 janvier 2023. Alors que le dispositif à Londres reste inchangé, le nombre de matchs joués en Allemagne grimpe à deux, alors qu'aucun n'aura lieu au Mexique à la suite des travaux de rénovation du stade Azteca. Les deux rencontres en Allemagne sont organisées au Deutsche Bank Park de Francfort-sur-le-Main.
En décembre 2023, le calendrier international est remanié en vue de la saison 2025, augmentant le nombre de matchs délocalisés hors des États-Unis de quatre à huit. La nouvelle convention prévoit également qu'une franchise ne peut être forcée à jouer plusieurs fois à l'étranger, à moins qu'elle n'en fasse elle-même la demande.

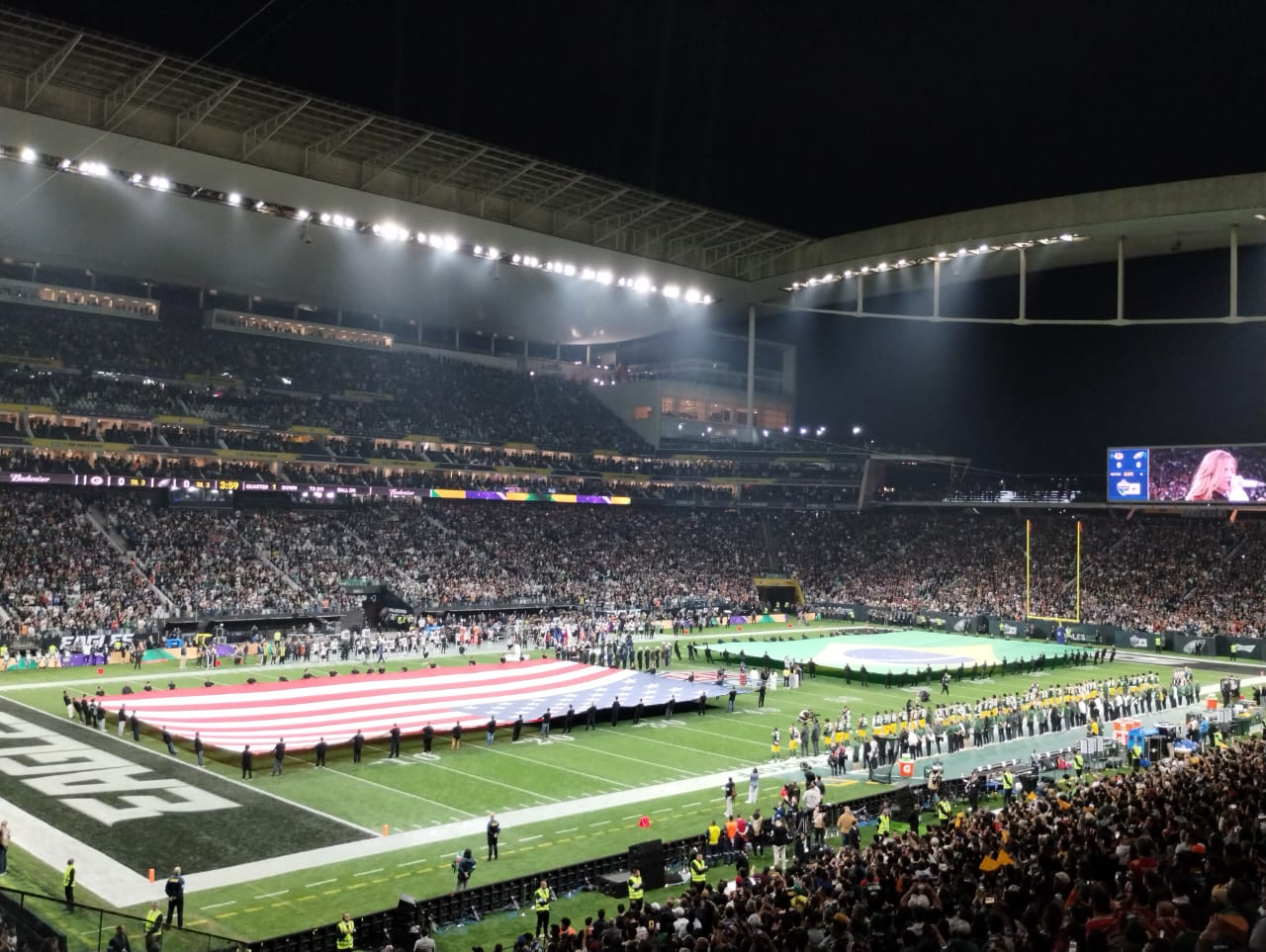
L'avant-match à São Paulo en 2024, dans le cadre de la première rencontre de NFL délocalisée au Brésil.

Un nouveau marché s'ouvre également au Brésil dès la saison 2024, un match étant prévu à l'Arena Corinthians de São Paulo. Trois autres matchs sont prévus à Londres, deux à Tottenham et celui des Jaguars à Wembley, tandis que la ville de Munich accueille un nouveau match après celui de 2022,. L'Espagne, qui figurait également dans une liste restreinte pour l'organisation de nouvelles rencontres internationales, n'a pas été retenue pour 2024 mais pour 2025, un match étant prévu au stade Santiago-Bernabéu. Le partenariat entre la NFL et le club de football du Real Madrid, est en effet révélé en février 2024 peu après sa signature.
En fin d'année 2024, un nouveau partenariat de plusieurs années est signé entre la ligue et une ville allemande, le stade olympique de Berlin devant accueillir un premier match délocalisé dès la saison 2025. Deux expansions sont annoncées en fin de saison. Un partenariat de plusieurs années est acté avec la ville australienne de Melbourne à compter de la saison 2026, le premier match mettant en scène les Rams de Los Angeles « à domicile » au Melbourne Cricket Ground, tandis qu'un match doit être joué en Irlande dès 2025, au Croke Park de Dublin ; en « accueillant » les Steelers de Pittsburgh, coïncidant avec le match préparatoire d'intersaison joué en 1997 entre les Steelers et les Bears dans le cadre de l'American Bowl. Après une première occurrence en 2024, l'organisation à São Paulo d'un match de la 1re journée de la saison régulière est reconduite en 2025.

## Identité visuelle

Logo générique (éditions 2007 et 2008).
Édition 2009.
Édition 2011.
Édition 2012.
Édition 2013.
Édition 2014.
Édition 2015.
Édition 2015 (commémoration des 50 ans de la NFL).
Édition 2016.

Logo générique des matchs joués à Londres.
Édition 2017.
Édition 2018.
Édition 2019.
Édition 2021.
Édition 2022.
Édition 2023.
Édition 2024.

Logo générique des matchs joués à Mexico.
Édition 2016.
Édition 2017.
Édition 2018.
Édition 2019.
Édition 2022.

Édition 2022 (Munich).
Édition 2023 (Francfort).
Édition 2024 (Munich).

Édition 2024 (São Paulo).

Édition 2025 (Madrid).

Édition 2026 (Melbourne).

Édition 2025 (Dublin).

## Historique
| Saison | Date              | Visiteur                           | Score   | Hôte                               | Lieu                                      |
| ------ | ----------------- | ---------------------------------- | ------- | ---------------------------------- | ----------------------------------------- |
| 2007   | 28 octobre 2007   | Giants de New York                 | 13 - 10 | Dolphins de Miami                  | Stade de Wembley, Londres                 |
| 2008   | 26 octobre 2008   | Chargers de San Diego              | 32 - 37 | Saints de La Nouvelle-Orléans      | Stade de Wembley, Londres                 |
| 2009   | 25 octobre 2009   | Patriots de la Nouvelle-Angleterre | 35 - 07 | Buccaneers de Tampa Bay            | Stade de Wembley, Londres                 |
| 2010   | 31 octobre 2010   | Broncos de Denver                  | 16 - 24 | 49ers de San Francisco             | Stade de Wembley, Londres                 |
| 2011   | 23 octobre 2011   | Bears de Chicago                   | 24 - 18 | Buccaneers de Tampa Bay            | Stade de Wembley, Londres                 |
| 2012   | 28 octobre 2012   | Patriots de la Nouvelle-Angleterre | 45 - 07 | Rams de Saint-Louis                | Stade de Wembley, Londres                 |
| 2013   | 29 septembre 2013 | Steelers de Pittsburgh             | 27 - 34 | Vikings du Minnesota               | Stade de Wembley, Londres                 |
| 2013   | 27 octobre 2013   | 49ers de San Francisco             | 42 - 10 | Jaguars de Jacksonville            | Stade de Wembley, Londres                 |
| 2014   | 28 septembre 2014 | Dolphins de Miami                  | 38 - 14 | Raiders d'Oakland                  | Stade de Wembley, Londres                 |
| 2014   | 26 octobre 2014   | Lions de Détroit                   | 22 - 21 | Falcons d'Atlanta                  | Stade de Wembley, Londres                 |
| 2014   | 9 novembre 2014   | Cowboys de Dallas                  | 31 - 17 | Jaguars de Jacksonville            | Stade de Wembley, Londres                 |
| 2015   | 4 octobre 2015    | Jets de New York                   | 27 - 14 | Dolphins de Miami                  | Stade de Wembley, Londres                 |
| 2015   | 25 octobre 2015   | Bills de Buffalo                   | 31 - 34 | Jaguars de Jacksonville            | Stade de Wembley, Londres                 |
| 2015   | 1er novembre 2015 | Lions de Détroit                   | 10 - 45 | Chiefs de Kansas City              | Stade de Wembley, Londres                 |
| 2016   | 2 octobre 2016    | Colts d'Indianapolis               | 27 - 30 | Jaguars de Jacksonville            | Stade de Wembley, Londres                 |
| 2016   | 30 octobre 2016   | Redskins de Washington             | 27 - 27 | Bengals de Cincinnati              | Stade de Wembley, Londres                 |
| 2016   | 23 octobre 2016   | Giants de New York                 | 17 - 10 | Rams de Los Angeles                | Stade de Twickenham, Londres              |
| 2016   | 21 novembre 2016  | Texans de Houston                  | 20 - 27 | Raiders d'Oakland                  | Stade Azteca, Mexico                      |
| 2017   | 24 septembre 2017 | Ravens de Baltimore                | 07 - 44 | Jaguars de Jacksonville            | Stade de Wembley, Londres                 |
| 2017   | 1er octobre 2017  | Saints de La Nouvelle-Orléans      | 20 - 0  | Dolphins de Miami                  | Stade de Wembley, Londres                 |
| 2017   | 22 octobre 2017   | Cardinals de l'Arizona             | 00 - 33 | Rams de Los Angeles                | Stade de Twickenham, Londres              |
| 2017   | 29 octobre 2017   | Vikings du Minnesota               | 33 - 16 | Browns de Cleveland                | Stade de Twickenham, Londres              |
| 2017   | 19 novembre 2017  | Patriots de la Nouvelle-Angleterre | 33 - 08 | Raiders d'Oakland                  | Stade Azteca, Mexico                      |
| 2018   | 14 octobre 2018   | Seahawks de Seattle                | 27 - 03 | Raiders d'Oakland                  | Stade de Wembley, Londres                 |
| 2018   | 21 octobre 2018   | Titans du Tennessee                | 19 - 20 | Chargers de Los Angeles            | Stade de Wembley, Londres                 |
| 2018   | 28 octobre 2018   | Eagles de Philadelphie             | 24 - 18 | Jaguars de Jacksonville            | Stade de Wembley, Londres                 |
| 2019   | 6 octobre 2019    | Bears de Chicago                   | 21 - 24 | Raiders d'Oakland                  | Tottenham Hotspur Stadium, Londres        |
| 2019   | 13 octobre 2019   | Panthers de la Caroline            | 37 - 26 | Buccaneers de Tampa Bay            | Tottenham Hotspur Stadium, Londres        |
| 2019   | 27 octobre 2019   | Bengals de Cincinnati              | 10 - 24 | Rams de Los Angeles                | Stade de Wembley, Londres                 |
| 2019   | 3 novembre 2019   | Texans de Houston                  | 26 - 03 | Jaguars de Jacksonville            | Stade de Wembley, Londres                 |
| 2019   | 18 novembre 2019  | Chiefs de Kansas City              | 24 - 17 | Chargers de Los Angeles            | Stade Azteca, Mexico                      |
| 2021   | 10 octobre 2021   | Jets de New York                   | 20 - 27 | Falcons d'Atlanta                  | Tottenham Hotspur Stadium, Londres        |
| 2021   | 17 octobre 2021   | Dolphins de Miami                  | 20 - 23 | Jaguars de Jacksonville            | Tottenham Hotspur Stadium, Londres        |
| 2022   | 2 octobre 2022    | Vikings du Minnesota               | 28 - 25 | Saints de La Nouvelle-Orléans      | Tottenham Hotspur Stadium, Londres        |
| 2022   | 9 octobre 2022    | Giants de New York                 | 27 - 22 | Packers de Green Bay               | Tottenham Hotspur Stadium, Londres        |
| 2022   | 30 octobre 2022   | Broncos de Denver                  | 21 - 17 | Jaguars de Jacksonville            | Stade de Wembley, Londres                 |
| 2022   | 13 novembre 2022  | Seahawks de Seattle                | 16 - 21 | Buccaneers de Tampa Bay            | Allianz Arena, Munich                     |
| 2022   | 21 novembre 2022  | 49ers de San Francisco             | 38 - 10 | Cardinals de l'Arizona             | Stade Azteca, Mexico                      |
| 2023   | 1er octobre 2023  | Falcons d'Atlanta                  | 07 - 23 | Jaguars de Jacksonville            | Stade de Wembley, Londres                 |
| 2023   | 8 octobre 2023    | Jaguars de Jacksonville            | 25 - 20 | Bills de Buffalo                   | Tottenham Hotspur Stadium, Londres        |
| 2023   | 15 octobre 2023   | Ravens de Baltimore                | 24 - 16 | Titans du Tennessee                | Tottenham Hotspur Stadium, Londres        |
| 2023   | 5 novembre 2023   | Dolphins de Miami                  | 14 - 21 | Chiefs de Kansas City              | Deutsche Bank Park, Francfort-sur-le-Main |
| 2023   | 12 novembre 2023  | Colts d'Indianapolis               | 10 - 06 | Patriots de la Nouvelle-Angleterre | Deutsche Bank Park, Francfort-sur-le-Main |
| 2024   | 6 septembre 2024  | Packers de Green Bay               | 29 - 34 | Eagles de Philadelphie             | Neo Quimica Arena, São Paulo              |
| 2024   | 6 octobre 2024    | Jets de New York                   | 17 - 23 | Vikings du Minnesota               | Tottenham Hotspur Stadium, Londres        |
| 2024   | 13 octobre 2024   | Jaguars de Jacksonville            | 16 - 35 | Bears de Chicago                   | Tottenham Hotspur Stadium, Londres        |
| 2024   | 20 octobre 2024   | Patriots de la Nouvelle-Angleterre | 16 - 32 | Jaguars de Jacksonville            | Stade de Wembley, Londres                 |
| 2024   | 10 novembre 2024  | Giants de New York                 | 17 - 20 | Panthers de la Caroline            | Allianz Arena, Munich                     |

### Feuilles de match
1. ↑  (en) « Game Center : New York Giants vs. Miami Dolphins [2007/10/28] », sur nfl.com, 28 octobre 2007.
2. ↑  (en) « Game Center : San Diego Chargers vs. New Orleans Saints [2008/10/26] », sur nfl.com, 26 octobre 2008.
3. ↑  (en) « Game Center : New England Patriots vs. Tampa Bay Buccaneers [2009/10/25] », sur nfl.com, 25 octobre 2009.
4. ↑  (en) « Game Center : Denver Broncos vs. San Francisco 49ers [2010/10/31] », sur nfl.com, 31 octobre 2010.
5. ↑  (en) « Game Center : Chicago Bears vs. Tampa Bay Buccaneers [2011/10/23] », sur nfl.com, 23 octobre 2011.
6. ↑  (en) « Game Center : New England Patriots vs. St. Louis Rams [2012/10/28] », sur nfl.com, 28 octobre 2012.
7. ↑  (en) « Game Center : Pittsburgh Steelers vs. Minnesota Vikings [2013/09/29] », sur nfl.com, 29 septembre 2013.
8. ↑  (en) « Game Center : San Francisco 49ers vs. Jacksonville Jaguars [2013/10/27] », sur nfl.com, 27 octobre 2013.
9. ↑  (en) « Game Center : Miami Dolphins vs. Oakland Raiders [2014/09/28] », sur nfl.com, 28 septembre 2014.
10. ↑  (en) « Game Center : Detroit Lions vs. Atlanta Falcons [2014/10/26] », sur nfl.com, 26 octobre 2014.
11. ↑  (en) « Game Center : Dallas Cowboys vs. Jacksonville Jaguars [2014/11/09] », sur nfl.com, 9 novembre 2014.
12. ↑  (en) « Game Center : New York Jets vs. Miami Dolphins [2015/10/04] », sur nfl.com, 4 octobre 2015.
13. ↑  (en) « Game Center : Buffalo Bills vs. Jacksonville Jaguars [2015/10/25] », sur nfl.com, 25 octobre 2015.
14. ↑  (en) « Game Center : Detroit Lions vs. Kansas City Chiefs [2015/11/01] », sur nfl.com, 1er novembre 2015.
15. ↑  (en) « Game Center : Indianapolis Colts vs. Jacksonville Jaguars [2016/10/02] », sur nfl.com, 2 octobre 2016.
16. ↑  (en) « Game Center : Washington Redskins vs. Cincinnati Bengals [2016/10/30] », sur nfl.com, 30 octobre 2016.
17. ↑  (en) « Game Center : New York Giants vs. Los Angeles Rams [2016/10/23] », sur nfl.com, 23 octobre 2016.
18. ↑  (en) « Game Center : Houston Texans vs. Oakland Raiders [2016/11/21] », sur nfl.com, 21 novembre 2016.
19. ↑  (en) « Game Center : Baltimore Ravens vs. Jacksonville Jaguars [2017/09/24] », sur nfl.com, 24 septembre 2017.
20. ↑  (en) « Game Center : New Orleans Saints vs. Miami Dolphins [2017/10/01] », sur nfl.com, 1er octobre 2017.
21. ↑  (en) « Game Center : Arizonal Cardinals vs. Los Angeles Rams [2017/10/22] », sur nfl.com, 22 octobre 2017.
22. ↑  (en) « Game Center : Minnesota Vikings vs. Cleveland Browns [2017/10/29] », sur nfl.com, 29 octobre 2017.
23. ↑  (en) « Game Center : New England Patriots vs. Oakland Raiders [2017/11/19] », sur nfl.com, 19 novembre 2017.
24. ↑  (en) « Game Center : Seattle Seahwaks vs. Oakland Raiders [2018/10/14] », sur nfl.com, 14 octobre 2018.
25. ↑  (en) « Game Center : Tennessee Titans vs. Los Angeles Chargers [2018/10/21] », sur nfl.com, 21 octobre 2018.
26. ↑  (en) « Game Center : Philadelphia Eagles vs. Jacksonville Jaguars [2018/10/28] », sur nfl.com, 28 octobre 2018.
27. ↑  (en) « Game Center : Chicago Bears vs. Oakland Raiders [10/06/2019] », sur nfl.com, 6 octobre 2019.
28. ↑  (en) « Game Center : Carolina Panthers vs. Tampa Bay Buccaneers [10/13/2019] », sur nfl.com, 13 octobre 2019.
29. ↑  (en) « Game Center : Cincinnati Bengals vs. Los Angeles Rams [10/27/2019] », sur nfl.com, 27 octobre 2019.
30. ↑  (en) « Game Center : Houston Texans vs. Jacksonville Jaguars [11/03/2019] », sur nfl.com, 3 novembre 2019.
31. ↑  (en) « Game Center : Kansas City Chiefs vs. Los Angeles Chargers [11/18/2019] », sur nfl.com, 18 novembre 2019.
32. ↑  (en) « New York Jets at Atlanta Falcons 2021 REG 5 - Game Center », sur nfl.com, 10 octobre 2021.
33. ↑  (en) « Miami Dolphins at Jacksonville Jaguars 2021 REG 6 - Game Center », sur nfl.com, 17 octobre 2021.
34. ↑  (en) « Minnesota Vikings at New Orleans Saints 2022 REG 4 - Game Center », sur nfl.com, 2 octobre 2022.
35. ↑  (en) « New York Giants at Green Bay Packers 2022 REG 5 - Game Center », sur nfl.com, 9 octobre 2022.
36. ↑  (en) « Denver Broncos at Jacksonville Jaguars 2022 REG 8 - Game Center », sur nfl.com, 30 octobre 2022.
37. ↑  (en) « Seattle Seahawks at Tampa Bay Buccaneers 2022 REG 10 - Game Center », sur nfl.com, 13 novembre 2022.
38. ↑  (en) « San Francisco 49ers at Arizona Cardinals 2022 REG 11 - Game Center », sur nfl.com, 21 novembre 2022.
39. ↑  (en) « Atlanta Falcons at Jacksonville Jaguars 2023 REG 4 - Game Center », sur nfl.com, 1er octobre 2023.
40. ↑  (en) « Jacksonville Jaguars at Buffalo Bills 2023 REG 5 - Game Center », sur nfl.com, 8 octobre 2023.
41. ↑  (en) « Baltimore Ravens at Tennessee Titans 2023 REG 6 - Game Center », sur nfl.com, 15 octobre 2023.
42. ↑  (en) « Miami Dolphins at Kansas City Chiefs 2023 REG 9 - Game Center », sur nfl.com, 5 novembre 2023.
43. ↑  (en) « Indianapolis Colts at New England Patriots 2023 REG 10 - Game Center », sur nfl.com, 12 novembre 2023.
44. ↑  (en) « Green Bay Packers at Philadelphia Eagles 2024 REG 1 - Game Center », sur nfl.com, 6 novembre 2024.
45. ↑  (en) « New York Jets at Minnesota Vikings 2024 REG 5 - Game Center », sur nfl.com, 6 octobre 2024.
46. ↑  (en) « Jacksonville Jaguars at Chicago Bears 2024 REG 6 - Game Center », sur nfl.com, 13 octobre 2024.
47. ↑  (en) « New England Patriots at Jacksonville Jaguars 2024 REG 7 - Game Center », sur nfl.com, 20 octobre 2024.
48. ↑  (en) « New York Giants at Carolina Panthers 2024 REG 10 - Game Center », sur nfl.com, 10 novembre 2024.